# Teaching a Liar a Lesson
Teaching a Liar a Lesson è un cortometraggio muto del 1912 diretto da Archer MacMackin, qui ai suoi primi passi come regista.

## Produzione
Il film fu prodotto dalla Essanay Film Manufacturing Company.

## Distribuzione
Distribuito dalla General Film Company, il film - un cortometraggio in una bobina - uscì nelle sale cinematografiche statunitensi il 5 aprile 1912.